# Martínkov
Martínkov (en allemand : Martinkau) est une commune du district de Třebíč, dans la région de Vysočina, en République tchèque. Sa population s'élevait à 255 habitants en 2020.

## Géographie
Martínkov se trouve à 8,5 km au nord-ouest du centre de Moravské Budějovice, à 18 km au sud-ouest de Třebíč, à 34,5 km au sud-sud-est de Jihlava et à 144 km au sud-est de Prague.
La commune est limitée par Želetava au nord-ouest, par Lesonice au nord-est, par Jakubov u Moravských Budějovic au sud-est, et par Domamil au sud et au sud-ouest.

## Histoire
La première mention écrite de la localité date de 1320.

## Transports
Par la route, Martínkov se trouve à 10 km de Moravské Budějovice, à 23 km de Třebíč, à 39 km de Jihlava et à 170 km de Prague.